# Anurophorus nitrophilus
Anurophorus nitrophilus är en urinsektsart som beskrevs av Potapov 1997. Anurophorus nitrophilus ingår i släktet Anurophorus och familjen Isotomidae. Inga underarter finns listade i Catalogue of Life.